# Siège de Berwick (1318)
Pour les articles homonymes, voir Siège de Berwick.
Première guerre d'indépendance de l'Écosse
Batailles
La prise de Berwick par le royaume d'Écosse eut lieu le 8 avril 1318. James Douglas s'empare de la ville, qui était aux mains des Anglais depuis 1296.
Après sa victoire à la bataille de Bannockburn en 1314, le roi d'Écosse Robert Ier avait repris la quasi-totalité de son territoire, à l'exception de Berwick. En septembre 1317, il tente un premier siège qui dure deux mois avant qu'il ne se retire. En avril 1318, un sergent anglais de la garnison de la ville est soudoyé pour laisser un petit contingent écossais escalader les murs de la ville. Les Écossais, commandés par James Douglas, s'emparent rapidement de la ville. La garnison anglaise se réfugie dans le château de Berwick. Robert Ier arrive en personne afin de faire capituler le château, qui se rend après un siège de onze semaines par manque de provisions. Les citoyens anglais de la ville en sont chassés.
La prise de Berwick marque la fin de la campagne de reconquête de l'Écosse par Robert Ier, qui doit cependant attendre 1328 pour que les Anglais reconnaissent l'indépendance de l'Écosse lors du traité d'Édimbourg-Northampton. La ville de Berwick changera cependant de dirigeants avant de devenir définitivement anglaise en 1482.